# スペガッツィーニ氷河

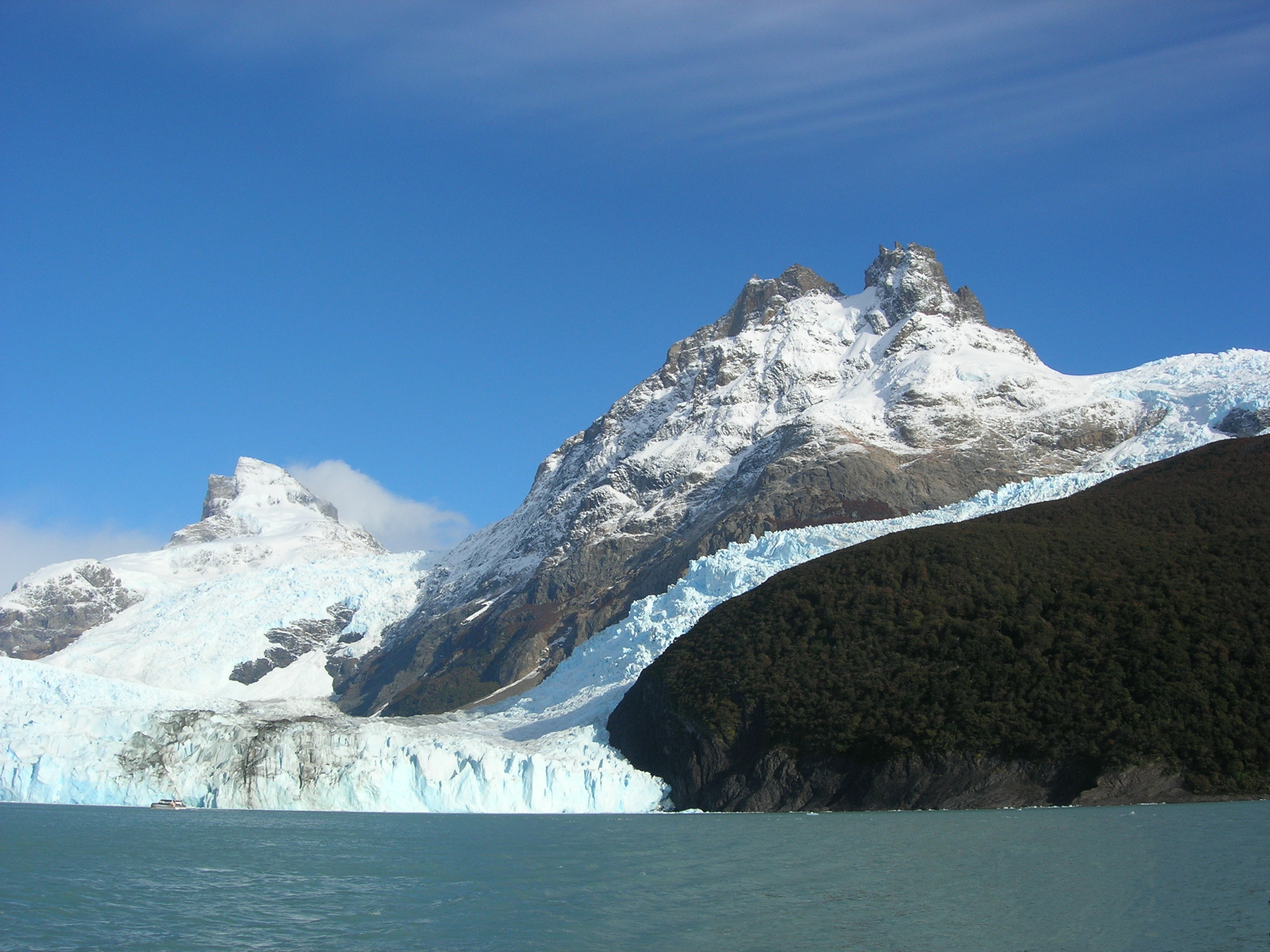

スペガッツィーニ氷河(Spegazzini Glacier)は、アルゼンチンの世界遺産「ロス・グラシアレス国立公園」に属する氷河である。特徴は高さが最大135ｍというように他の氷河より高いことである。全長約25km、先端部の幅約15km。